# Uscire
Uscire è un album musicale, il sesto in totale ma il primo come raccolta, della cantautrice Mariella Nava, pubblicato nel 1994, che segna la fine del contratto con la BMG Ariola, ma sempre su licenza Calycanthus.
Esco di scena è l'unico inedito e viene presentato al Festival Italiano su Canale 5.
Il suo giudizio severo è espresso nella copertina: il suo volto appena leggibile sotto ad una specie di manifesto, in cui ribadisce la sua scomoda posizione:
«Uscire, scappare, ripulirsi, difendersi dalle nuove trappole che soffocano la nostra volontà, che ci costringono a restare muti, inermi, informi. Uscire, ritornare all'eleganza delle idee e zittire l'arroganza, la volgarità delle opinioni. Uscire per esistere, lontana dalla finte classifiche, da quella musica che è stata svenduta, barattata, imbavagliata, questo è quello che faccio da sempre con tutto l'amore e la rabbia che posso.»

## Tracce
Testi e musiche di Mariella Nava.
1. Esco di scena - inedito
2. Chiamalo entusiasmo (versione radio)
3. Gli uomini
4. Terra mia
5. Dentro di me
6. Piccolo amore
7. Mendicante
8. Donne comunque
9. La mia riva
10. Fai piano